# Alberto García Valera
Alberto García Valera (Madrid, 1971) es un inspector de Hacienda y asesor tributario español, conocido por haber sido brevemente consejero de Hacienda, Industria y Energía de la Junta de Andalucía (de enero a febrero de 2019) y director general de Tributos del Ministerio de Hacienda entre diciembre de 2016 y julio de 2018.

## Biografía
Se licenció de derecho en la Universidad de Sevilla, y desde entonces toda su vida profesional se ha centrado en materia tributaria. Aprobó las oposiciones de inspector de Hacienda del Estado. En la Agencia Tributaria, alcanzó el puesto de delegado ejecutivo en Andalucía entre 2007 y 2012 y posteriormente delegado especial de Andalucía, Ceuta y Melilla hasta 2016. En esa fecha fue nombrado director general de Tributos del Ministerio de Hacienda y Función Pública por el entonces ministros Cristóbal Montoro, donde permaneció hasta julio de 2018.
Tras un corto paso por la consultora Ernst & Young, el 21 de enero de 2019 el presidente de la Junta de Andalucía, Juan Manuel Moreno, dio a conocer los miembros de su Gobierno de coalición con Ciudadanos, en los cuales nombraba como independiente, a propuesta del Partido Popular, a García Valera como consejero de Hacienda, Industria y Energía de la Junta de Andalucía y tomó posesión de su cargo el 22 de enero del mismo año. Un mes después dimitió por problemas de salud y, tres meses después, se reincorporó a la multinacional británica del asesoramiento EY en la que permanece (2025).
Académico de la Real Academia de Legislación y Jurisprudencia de Sevilla, García Valera es profesor de Derecho Financiero y Tributario de las Universidades Loyola Andalucía y consejero del Consejo Social de la Universidad Pablo de Olavide. Ha escrito una veintena de libros y numerosos artículos en prensa sobre fiscalidad, comercio exterior y derecho tributario.
En el ámbito empresarial es vocal del Comité Fiscal Reducido de la CEOE y del Comité Ejecutivo de CESUR (Empresarios del Sur) y presidente del Comité Fiscal del Círculo de Empresarios.[cita requerida]

### Investigación judicial
En julio de 2025 fue imputado en relación con su cargo como director general de Tributos, por el juzgado número 2 de Tarragona junto a otras 27 personas, entre ellas el que fuera ministro de Hacienda, Cristobal Montoro, y ocho altos cargos de su segunda etapa en el ministerio. También fueron imputados cuatro miembros del bufete Equipo Económico que anteriormente habían ocupado puestos de relevancia con Montoro durante su primer periodo como ministro. El resto son una decena de los representantes legales de empresas que contrataron los servicios del bufete y una empleada del mismo.
El motivo del procesamiento es la existencia de una presunta red de influencias creada para favorecer desde el Ministerio de Hacienda a determinadas empresas mediante reformas fiscales a medida que se gestionaban en la consultora. El juez del caso los investiga por delitos de corrupción: cohecho, fraude contra la administración pública, prevaricación, tráfico de influencias, negociaciones prohibidas, corrupción en los negocios y falsedad.

## Reconocimientos
[cita requerida]
- Medalla de la Ciudad de Ceuta (2022)
- Diploma de la Organización Mundial de Aduanas (2018)
- Orden del Mérito Policial (2013)
- Encomienda de la Orden del Mérito Civil (2014)
- Premio a las mejores prácticas de la Agencia Tributaria (2009)
- Premio a la calidad e Innovación de la Agencia Tributaria (2009)
- Orden del Mérito de la Guardia Civil (2007)